# Teen Force
Força Jovem (Teen Force (em inglês), no original) é um desenho com produção Hanna-Barbera. Estreou em 1981 e teve apenas uma temporada.
Passava no show dos Space Stars, em conjunto com Os Herculóides, Space Ghost e Astro e os Space Mutts.

## História
Um trio de super-heróis que andam pelas galáxias lutando contra super-vilões. Seu arqui-inimigo se chamava Uglor.
Chegaram a fazer um grupo onde o Space Ghost também participava.
O grupo era formado por:
- Elektra: possui poderes de telecinésia e telepatia
- Kid Cometa: super velocidade, podendo se transformar em um cometa
- Molecular: podia se transformar em um campo de energia e passar através de objetos, além de voar.

## Episódios
nomes originais (em inglês)
1. The Death Ray
2. Nebulon
3. Decoy of Doom
4. Elektra's Twin
5. Uglor's Power Play
6. The Ultimate Battle
7. Prison Planet
8. Trojan Teen Force
9. The Space Slime
10. Pandora's Warp
11. Wordstar

## Dubladores

### Nos Estados Unidos
- Elektra: B.J. Ward
- Kid Cometa: Darryl Hickman
- Molecular: David Hubbard